# 涞涿联合县
涞涿联合县，中国旧县名。
北岳抗日根据地设。1938年由河北省涞水县山后地区改置。寻即撤销。同时，曾在山前地区设涞涿办事处，1940年改置房涞涿联合县。1947年在涿县铁路以西地区再设涞涿县。1948年撤销涞涿县，并入涞水县。